# Pierre Descargues
 (avril 2013).
Si vous disposez d'ouvrages ou d'articles de référence ou si vous connaissez des sites web de qualité traitant du thème abordé ici, merci de compléter l'article en donnant les références utiles à sa vérifiabilité et en les liant à la section « Notes et références ».
Pierre Descargues est un journaliste, critique d'art, photographe et écrivain français, né à Montrouge (Hauts-de-Seine) le 22 septembre 1925 et mort à Chevilly-Larue (Val-de-Marne) le 20 janvier 2012. Il a couvert pendant plus d'un demi-siècle l'actualité artistique de son temps.

## Biographie
En 1944, alors qu’il est encore étudiant, Pierre Descargues débute comme journaliste à Arts, le journal de Georges Wildenstein.
En 1945, il est président du Salon de la jeune peinture. En novembre 1948, avec Denys Chevalier, il fonde le Salon de la jeune sculpture et dirige la Collection Artistes de ce temps où il publie notamment les premiers ouvrages sur Vieira da Silva et Bernard Buffet.
En 1950, il épouse la journaliste Catherine Valogne.
En 1952, Louis Aragon lui confie la direction des pages d'art des Lettres françaises. À partir de 1954, il dirige les pages parisiennes et littéraires du journal suisse La Tribune de Lausanne et contribue à La Feuille d'avis de Lausanne.
Sur France Culture, pendant 25 ans, il a été la voix des arts.
Pierre Descargues a publié de nombreux articles et ouvrages sur l’art ancien : Rembrandt, Frans Hals, Goya, Le Musée de l’Ermitage… et sur l’art de son temps : Alechinsky, Braque, Picasso, Fernand Léger, Hans Hartung, Julio Gonzalez, Pol Bury, Yves Klein, Pierre Soulages, Jean Tinguely, Niki de Saint Phalle, Georges Rapaire, entre autres. La plupart de ses ouvrages ont été traduits en plusieurs langues, L’Art est vivant l’a été en chinois.
De 1997 à 2009, il a été chroniqueur d'art à la NRF.
Dès 1947, il a photographié de nombreux artistes qu'il interviewait : de Fernand Léger à Niki de Saint-Phalle. Ses photos ont fait l'objet de plusieurs expositions à Paris, Genève, Tokyo, Sydney… et ont été publiées en 1998, avec celles de Catherine Valogne, dans Vu, vus, vues : les années 1960, figures de liberté aux Éditions Cercle d'art.

## Œuvres (sélection)

### Art ancien
- Dürer, Paris, A. Somogy, 1954
- Le Siècle d'or de la peinture hollandaise, Paris, A. Somogy, 1956
- La Peinture allemande du XIVe au XVIe siècle, Paris, A. Somogy, 1958
- Lucas Cranach l'Ancien, Paris, A.Somogy, 1959
- Rembrandt et Saskia à Amsterdam, Lausanne, Payot, 1965 (Prix Descartes)
- Vermeer, Étude biographique et critique, Genève, A. Skira, 1966
- Frans Hals, Genève, A. Skira, 1968
- Rembrandt, Paris, J.-C. Lattès, 1990

### Art moderne et contemporain
- Krol, Paris, Société d'éditions Les 13 épis, 1946
- Jean Aujame, Paris, Éditions Galerie du Berri, 1949
- Bernard Buffet, Paris, P.L.F., 1949
- Vieira da Silva, Paris, P.L.F., 1949
- Volti, Paris, P.L.F., 1950
- Yvette Alde, Paris, P.L.F., 1950
- Rebeyrolle, Paris, P.L.F., 1951
- Antoine Bourdelle, La Matière et l'esprit dans l'art, Paris, P.L.F., 1952
- Gabriel Zendel, P.L.F., 1952
- Paul Aïzpiri, P.L.F., 1952
- J. Dewasne, Paris, P.L.F., 1952
- Amadeo Modigliani 1884-1920, Paris, Braun et Cie, 1954
- Bourdelle, Paris, Musée Bourdelle, 1954
- Fernand Léger, Paris, Cercle d'art, 1955, rééd. 1997
- Picasso, Paris, Éditions Universitaires, 1956
- « Simone Dat », dans ouvrage collectif (préfaces de Jean Cassou et Raymond Cogniat) Les peintres témoins de leur temps, vol.6, Achille Weber / Hachette, 1957
- Bernard Buffet, Paris, Éditions Universitaires, 1959
- Robert Jacobsen Sculptures 1961-1962, éditions Galerie de France, 1963.
- Roberta González, ombres et lumières, Paris, Galerie de France, 1968
- Reyberolle, Paris, Maeght, 1970
- G. Braque de Draeger (avec Francis Ponge et André Malraux), Montrouge, Draeger, 1971
- Robert Muller, Bruxelles, La Connaissance, 1971
- Julio González, Paris, Le Musée de Poche, 1971
- Joan González, Paris, Le Musée de Poche, 1971
- Le Douanier Rousseau, étude biographique et critique, Genève, A. Skira, 1972
- Tout l'œuvre peint de Braque, Paris, Flammarion, 1973
- Picasso de Draeger (avec Francis Ponge), Paris, Draeger, 1974
- François Stahly, Bruxelles, La Connaissance, 1975
- Yaacov Agam, Paris, Artcurial, 1975
- Hartung, Paris, Cercle d'Art, 1977
- Gravités malignes et autres causes de l'harmonie des sphères dans l'oeuvre de Pol Bury, Le Daily-Bul, 1980
- Pol Bury. Miroirs et fontaines, Galerie Adrien Maeght, 1985
- Les Fontaines de Pol Bury, Le Daily Bul, 1986
- Van Gogh, Paris, Cercle d'Art, 1975, rééd. 1990
- Étienne Hajdu : Dessins Reliés, Paris, Area, 1987
- Man Ray, Paris, Artcurial, 1991
- Etienne Martin, Paris, Artcurial, 1992
- Jacobsen - Passeport 92-93, Paris, Éditions Fragments, 1993
- A comme Amitié  Robert Jacobsen, Le Grand Fer, Paris, Area, Alin Avila éditeur, 1993. Illustrations de Catherine Val
- Fernand Léger, Paris, Maeght, 1995
- Louis Nallard, Neuchâtel, Ides et Calendes, 1999
- Yves Klein, Neuchâtel, Ides et Calendes, 2003
- Georges Rapaire le clandestin (avec Catherine Valogne, Jacques Parsi), Saint-Rémy-en-l'Eau (Oise), Éd. M. Hayot, 2005
- Claude Malchiodi jusqu'aux fossiles : sculptures et travaux graphiques, Thionville, Centre Culturel Jacques Brel, 2005
- Fernand Léger, l'œuvre monumental (avec Yvonne Brunhammer et Thomas M. Messer), Mila, 5 Continents, 2005
- Philippe Scrive du Québec à Paris, Fontenay-aux-Roses, Philip Scrive, 2009
- Catherine Val, la clandestine, Paris, Area/Descartes & Cie, 2010
- Véra Pagava, vers l'indicible, Paris, Area, 2010

### Autres
- Le cubisme, Paris, A. Somogy, 1956
- Le Musée de l'Ermitage, Paris, A. Somogy, 1961
- Sculptures contemporaines des Shonas d'Afrique (avec Frank McEwen, Paris, Musée Rodin, 1971
- Traité de perspectives, Paris, Chêne, 1976
- Dessins et Traités d'Anatomie (avec Jacques-Louis Binet), Paris, Chêne, 1980
- Palais omnisports de Paris Bercy, Paris, Ville de Paris, 1984
- Vu, vus, vues : les années 60, figures de liberté (avec Catherine Valogne), Paris, Chêne, 1998
- L'art est vivant : un demi siècle de rencontres, Paris, Écriture, 2001
- Un certain Louvre, Paris, A. Biro, 2003

## Distinctions
- Chevalier de la Légion d'honneur
- Chevalier de l'ordre national du Mérite
- Commandeur de l'ordre des Arts et des Lettres